# Israel Electric Corporation
Israel Electric Corporation (en hebreo: חברת החשמל לישראל‎, abreviatura: IEC) es el principal proveedor de energía eléctrica en Israel. IEC construye, mantiene y opera estaciones generadoras de energía, subestaciones, así como las redes de transporte y distribución.
La compañía es la única empresa eléctrica integrada en el Estado de Israel y genera, transmite y distribuye prácticamente toda la electricidad utilizada en dicho Estado que, a su vez, posee aproximadamente el 99,85% de la compañía. En la última década la empresa invirtió más de US$ 9 mil millones en el desarrollo del sector de la electricidad en Israel. En 2012 la compañía contaba con aproximadamente 12.500 empleados y prestó servicio a 2,5 millones de hogares.
El actual CEO de la empresa es Eli Glickman. 

## Historia
La Jaffa Electric Company, fundada en marzo de 1923 por Pinhas Rothenberg, posteriormente fue absorbida con la creación de la Palestina Electric Company.
La compañía se constituyó en el Mandato Británico de Palestina con el objeto de producir, suministrar, distribuir y vender electricidad a los consumidores. La Israel Electric Corp. se registró por primera vez bajo el nombre de "The Palestine Electricity, Corporation Limited", modificando su nombre en 1961 al actual "The Israel Electric Corporation Limited".

## Actualidad
La IEC es una de las mayores compañías industriales de Israel. Posee y opera una amplia red de distribución de energía a nivel nacional, alimentada por 17 centrales eléctricas (incluyendo 5 grandes centrales termoeléctricas), con una capacidad instalada de generación de 10.899 MW. La mayor parte de la carga básica de la electricidad se genera con carbón, aunque desde finales de 2010, la mayoría (55%) de la capacidad total de generación es con plantas de gas natural. En 2009, la compañía vendió 48.947 GWh, de electricidad. Para satisfacer la demanda de electricidad proyectada al futuro, el programa de inversión de capital de IEC incorporó 2.578 MW de potencia instalada a finales de 2011. Además, el gobierno de Israel está buscando empresas privadas para generar un adicional de varios miles de megavatios a mediados de la década de 2010.
La central eléctrica localizada en las costas de Hadera, Orot Rabin, propiedad de la IEC, tiene la segunda estructura más alta de Israel, ya que su chimenea se sitúa a 300 metros de altura, mientras que la Central Eléctrica Reading, localizada en Tel Aviv, fue una de las primeras estaciones generadoras.